# Старий Ліповець
Старий Ліповець (пол. Stary Lipowiec) — село в Польщі, у гміні Княжпіль Білґорайського повіту Люблінського воєводства.
Населення — 199 осіб (2011).
У 1975-1998 роках село належало до Замойського воєводства.

## Демографія
Демографічна структура станом на 31 березня 2011 року:
|          | Загалом | Допрацездатний вік | Працездатний вік | Постпрацездатний вік |
| -------- | ------- | ------------------ | ---------------- | -------------------- |
| Чоловіки | 116     | 30                 | 75               | 11                   |
| Жінки    | 83      | 14                 | 50               | 19                   |
| Разом    | 199     | 44                 | 125              | 30                   |